# 호바르 홀메피오르 로렌첸
호바르 홀메피오르 로렌첸(노르웨이어: Håvard Holmefjord Lorentzen, 노르웨이어 발음: [/2hoːʋar 2hol̻meˌfjuːr 1luːn̺t̺sen/], 1992년 10월 2일~)은 노르웨이의 스피드스케이팅 선수이다. 주력 종목은 500m, 1000m, 1500m이다.
동생인 호콘은 사네피오르 포트발에서 뛰고 있는 축구 선수이다.

## 경력
18살이던 2010년 러시아 모스크바에서 열린 세계 주니어 선수권대회에 출전해 팀계주에서 금메달을 획득하면서 국제무대에서의 첫 성공을 거뒀다. 2010년 11월에는 헤이렌베인 월드컵에 처음으로 출전하여, 5000m는 23위, 1000m는 B조 11위, 1500m는 B조 6위에 올랐다. 2011년 핀란드 세이내요키에서 열린 세계 주니어 선수권대회에서는 1500m 동메달, 팀계주 은메달을 획득하였다. 이듬해 2012년에는 일본 오비히로 세계 주니어 선수권대회에서 팀계주와 1000m 모두 금메달을 차지하였으며, 헤이렌베인 세계 선수권대회에서는 1500m에서 24위에 머물렀다.
2011년 12월 네덜란드 헤이렌베인에서 열린 스피드스케이팅 월드컵에서 9위에 올랐다. 2012년 세계 주니어 선수권 대회에서 지난 챔피언 파벨 쿨리즈니코프가 도핑 적발로 출전이 불허된 가운데 금메달을 목에 걸었다. 2018년 동계 올림픽에서는 스피드스케이팅 남자 500m 종목에 출전해 정상에 올랐다.
2013/14 시즌 월드컵에서는 네 종목에서 10위 이내에 들면서 종합순위 10위에 올랐고, 2014년 3월 헤이렌베인 월드컵에선 팀계주에서 3위에 올라 처음으로 시상대에 섰다. 그에 앞서 2월 러시아 소치에서 열린 2014년 동계 올림픽에도 첫 올림픽 무대를 밟았는데 1000m에서 11위, 팀계주에서 5위에 올랐다. 2015년 아스타나 세계 스프린트 선수권대회에서는 13위, 2015년 헤이렌베인 세계 스피드스케이팅 선수권대회에서는 1500m에 22위, 1000m에 18위에 올랐다.
이듬해 2016년 서울에서 열린 스프린트 월드컵에서 로렌첸은 22위에 그쳤고, 콜롬나에서 열린 세계 싱글 경주 선수권대회 1000m 종목에서 20위에 머물렀다. 2016/17시즌에는 1000m 종목에서 10위 이내에 일곱 차례 들었으며, 월드컵에서는 1000m 종목에서 4위에 올랐다. 2017년 1월에는 헤이렌베인 유럽 선수권대회에서 종합성적 5위로 마감하였으며, 다음달 강원에서 열린 세계 스피드스케이팅 선수권대회에서는 1500m 종목에서 22위에, 500m에서 7위에, 1000m에서 6위에 올랐다. 또 캘거리 세계 스프린트 선수권대회에서는 은메달을 획득하였다.
2017/18 시즌은 헤이렌베인 월드컵 500m에서 사상 처음으로 우승을 차지하였고 1000m에서 3위에, 팀계주에서 2위에 오르는 성적을 거뒀다. 이후 스타방에르 월드컵에선 500m와 1000m 모두 우승하였고 팀계주에서는 다시 한번 2위에 올랐다. 남은 시즌에는 캘거리 대회에서 1000m 3위, 에르푸르트 대회에서 1000m 2위, 500m 1위에 올랐다. 시즌 마지막을 장식하는 2018년 평창 동계올림픽에서는 노르웨이 대표로 출전하였으며, 남자 500m에서 34.41초의 올림픽 신기록을 세우며 금메달을 거머쥐었다. 그로부터 4일 뒤 남자 1000m 경기에서는 키엘드 누이스에 이어 은메달을 차지하였다.